# Magdalena Sokołowska
Magdalena Sokołowska, właściwie Magdalena Maria Sokołowska-Gawrońska (ur. 12 stycznia 1940) – polska aktorka teatralna i filmowa.

## Życiorys
W 1965 roku ukończyła studia na PWST w Krakowie. W 2023 została odznaczona Srebrnym Krzyżem Zasługi.
Występowała na scenach następujących teatrów:
- Teatr im. Juliusza Słowackiego w Krakowie
- Teatr Śląski w Katowicach
- Śląski Teatr Tańca w Bytomiu

## Filmografia
- 1963: Ostatni kurs − Marysia, narzeczona Henryka
- 1975: Dulscy
- 1981: „Anna” i wampir − napadnięta
- 1982: Jest mi lekko
- 1995: Opowieść o Józefie Szwejku i jego najjaśniejszej epoce − 2 role: żona Haszka, Mullerova
- 1996: Opowieść o Józefie Szwejku i jego drodze na front − Mullerowa
- 1999: Przygody dobrego wojaka Szwejka − Mullerowa
- 2007: Pitbull − dyrektor szkoły (odc. 13)
- 2007: M jak miłość − pacjentka (odc. 538 i 546)
- 2011: Szpilki na Giewoncie − staruszka (odc. 31)